# Флорида-Ридж (Флорида)
Флорида-Ридж (англ. Florida Ridge) — статистически обособленная местность, расположенная в округе Индиан-Ривер (штат Флорида, США) с населением в 15 217 человек по статистическим данным переписи 2000 года.

## География
По данным Бюро переписи населения США статистически обособленная местность Флорида-Ридж имеет общую площадь в 32,63 квадратных километров, из которых 27,97 кв. километров занимает земля и 4,66 кв. километров — вода. Площадь водных ресурсов округа составляет 14,28 % от всей его площади.
Статистически обособленная местность Флорида-Ридж расположена на высоте 6 м над уровнем моря.

## Демография
По данным переписи населения 2000 года в Флорида-Ридж проживало 15 217 человек, 4437 семей, насчитывалось 6412 домашних хозяйств и 7330 жилых домов. Средняя плотность населения составляла около 466,35 человек на один квадратный километр. Расовый состав населённого пункта распределился следующим образом: 85,54 % белых, 11,10 % — чёрных или афроамериканцев, 0,19 % — коренных американцев, 0,68 % — азиатов, 0,01 % — выходцев с тихоокеанских островов, 1,49 % — представителей смешанных рас, 0,99 % — других народностей. Испаноговорящие составили 4,07 % от всех жителей статистически обособленной местности.
Из 6412 домашних хозяйств в 26,6 % воспитывали детей в возрасте до 18 лет, 54,6 % представляли собой совместно проживающие супружеские пары, в 10,6 % семей женщины проживали без мужей, 30,8 % не имели семей. 25,4 % от общего числа семей на момент переписи жили самостоятельно, при этом 15,3 % составили одинокие пожилые люди в возрасте 65 лет и старше. Средний размер домашнего хозяйства составил 2,37 человек, а средний размер семьи — 2,81 человек.
Население статистически обособленной местности по возрастному диапазону по данным переписи 2000 года распределилось следующим образом: 22,6 % — жители младше 18 лет, 6,0 % — между 18 и 24 годами, 25,3 % — от 25 до 44 лет, 20,0 % — от 45 до 64 лет и 26,1 % — в возрасте 65 лет и старше. Средний возраст жителей составил 42 года. На каждые 100 женщин в Флорида-Ридж приходилось 91,9 мужчин, при этом на каждые сто женщин 18 лет и старше приходилось 88,6 мужчин также старше 18 лет.
Средний доход на одно домашнее хозяйство статистически обособленной местности составил 37 608 долларов США, а средний доход на одну семью — 43 395 долларов. При этом мужчины имели средний доход в 29 104 доллара США в год против 21 753 доллара среднегодового дохода у женщин. Доход на душу населения статистически обособленной местности составил 37 608 долларов в год. 6,4 % от всего числа семей в населённом пункте и 9,5 % от всей численности населения находилось на момент переписи населения за чертой бедности, при этом 14,0 % из них были моложе 18 лет и 4,5 % — в возрасте 65 лет и старше.